# ماوگوژاتا نیمیرسکا
ماوگوژاتا نیمیرسکا (لهستانی: Małgorzata Niemirska؛ زادهٔ ۱۶ ژوئن ۱۹۴۷) بازیگر اهل لهستان است.
از فیلم‌ها یا مجموعه‌های تلویزیونی که وی در آن‌ها نقش داشته‌است، می‌توان به فرصت دوباره، این دختران من، گوش آقای رئیس، چهار تانکچی و یک سگ، در خوشی و سختی، کلبه جنگلی، عشق اول، قانون حقیقی و رنگ‌های خوشبختی اشاره نمود.
وی بابت مشارکت‌های هنری‌اش برندهٔ مدال نقرهٔ گلوریا آرتیس شده است.